# Champions League Twenty20
Die Champions League Twenty20 war ein von 2009 bis 2014 jährlich ausgetragener internationaler Wettbewerb im Twenty20-Cricket für Vereinsmannschaften. An ihm nahmen die bestplatzierten Teams der teilnahmeberechtigten Ligen, die in den Testnationen ausgetragen wurden, teil. Insgesamt konnte zweimal eine australische und viermal eine indische Mannschaft den Wettbewerb gewinnen.

## Geschichte
Nachdem die Premierensaison der Indian Premier League im Jahr 2008 ein großer Erfolg war, begannen die Planungen für eine Champions League der besten Twenty20 Vereinsmannschaften der Welt für das gleiche Jahr. Der angepeilte Termin im Dezember 2008 konnte jedoch, auf Grund der Anschläge in Mumbai kurz zuvor, nicht wahrgenommen werden, so dass das Turnier ersatzlos gestrichen wurde. Daraufhin wurde im Jahr darauf dann die erste Saison in Indien ausgetragen. Teilnehmen durften dabei die besten Teams aus den Ligen in Australien, England, Indien, Neuseeland, Südafrika, Sri Lanka und den West Indies. Durchsetzen konnte sich dabei die New South Wales Blues aus Australien, die im Finale Trinidad und Tobago, dem Vertreter der West Indies schlugen. Im Jahr 2010 fand das Turnier in Südafrika statt und wurde durch die Chennai Super Kings aus Indien gewonnen. Pakistan und England waren die einzigen Topnationen die keine Teams entsendeten. 2011 wurde das erste Mal eine Qualifikationsrunde eingeführt, in der sich einige Mannschaften zunächst für die Endrunde qualifizieren mussten. In einem rein indischen Finale in Chennai setzten sich dann die Mumbai Indians gegen die Royal Challengers Bangalore durch. Im Jahr 2012 fand das Turnier wieder in Südafrika statt. An diesem nahm erstmals wieder ein Team aus Pakistan teil. Nach der Austragung der sechsten Champions League Twenty20 im Jahre 2014 wurde kein weiteres Turnier mehr ausgetragen.

## Teilnehmer
Teilnahmeberechtigt waren für die Ausgabe 2012 von den großen drei Ligen die besten zwei (Australien und Südafrika) bzw. vier (Indien) Mannschaften, die direkt für die Hauptrunde qualifiziert waren. Für die anderen Länder galt, dass, bis auf England, jedes Land zwei Mannschaften stellen, sowie jeweils ein Team teilnehmen durfte, diese jedoch in eine Qualifikationsrunde musste.
Die teilnehmenden Ligen der sechs Turniere waren:
|                                 |             | Teilnehmer |      |      |      |      |      |
| Liga                            | Land        | 2009       | 2010 | 2011 | 2012 | 2013 | 2014 |
| Indian Premier League           | Indien      | 3          | 3    | 4    | 4    | 4    | 4    |
| Big Bash League                 | Australien  | 2          | 2    | 2    | 2    | 2    | 2    |
| Ram Slam T20 Challenge          | Südafrika   | 2          | 2    | 2    | 2    | 2    | 2    |
| Twenty20 Cup                    | England     | 2          | 0    | 2    | 2    | 0    | 0    |
| HRV Cup                         | Neuseeland  | 1          | 1    | 1    | 1    | 1    | 1    |
| Caribbean Premier League        | West Indies | 1          | 1    | 1    | 1    | 1    | 1    |
| Sri Lanka Premier League        | Sri Lanka   | 1          | 1    | 1    | 1    | 1    | 1    |
| Faysal Bank Super Eight T20 Cup | Pakistan    | 0          | 0    | 0    | 1    | 1    | 1    |

## Ergebnisse
| Jahr | Austragungsland | Finalort     | Sieger                | Finalgegner                 | Finalergebnis                             |
| ---- | --------------- | ------------ | --------------------- | --------------------------- | ----------------------------------------- |
| 2009 | Indien          | Hyderabad    | New South Wales Blues | Trinidad und Tobago         | NSW Blues gewinnt mit 41 Runs             |
| 2010 | Südafrika       | Johannesburg | Chennai Super Kings   | Warriors                    | CSK gewinnt mit 8 Wickets                 |
| 2011 | Indien          | Chennai      | Mumbai Indians        | Royal Challengers Bangalore | Mumbai Indians gewinnt mit 31 Runs        |
| 2012 | Südafrika       | Johannesburg | Sydney Sixers         | Highveld Lions              | Sydney Sixers gewinnt mit 10 Wickets      |
| 2013 | Indien          | Neu-Delhi    | Mumbai Indians        | Rajasthan Royals            | Mumbai Indians gewinnt mit 33 Runs        |
| 2014 | Indien          | Bangalore    | Chennai Super Kings   | Kolkata Knight Riders       | Chennai Super Kings gewinnt mit 8 Wickets |